# Frontière entre la Lituanie et la Russie

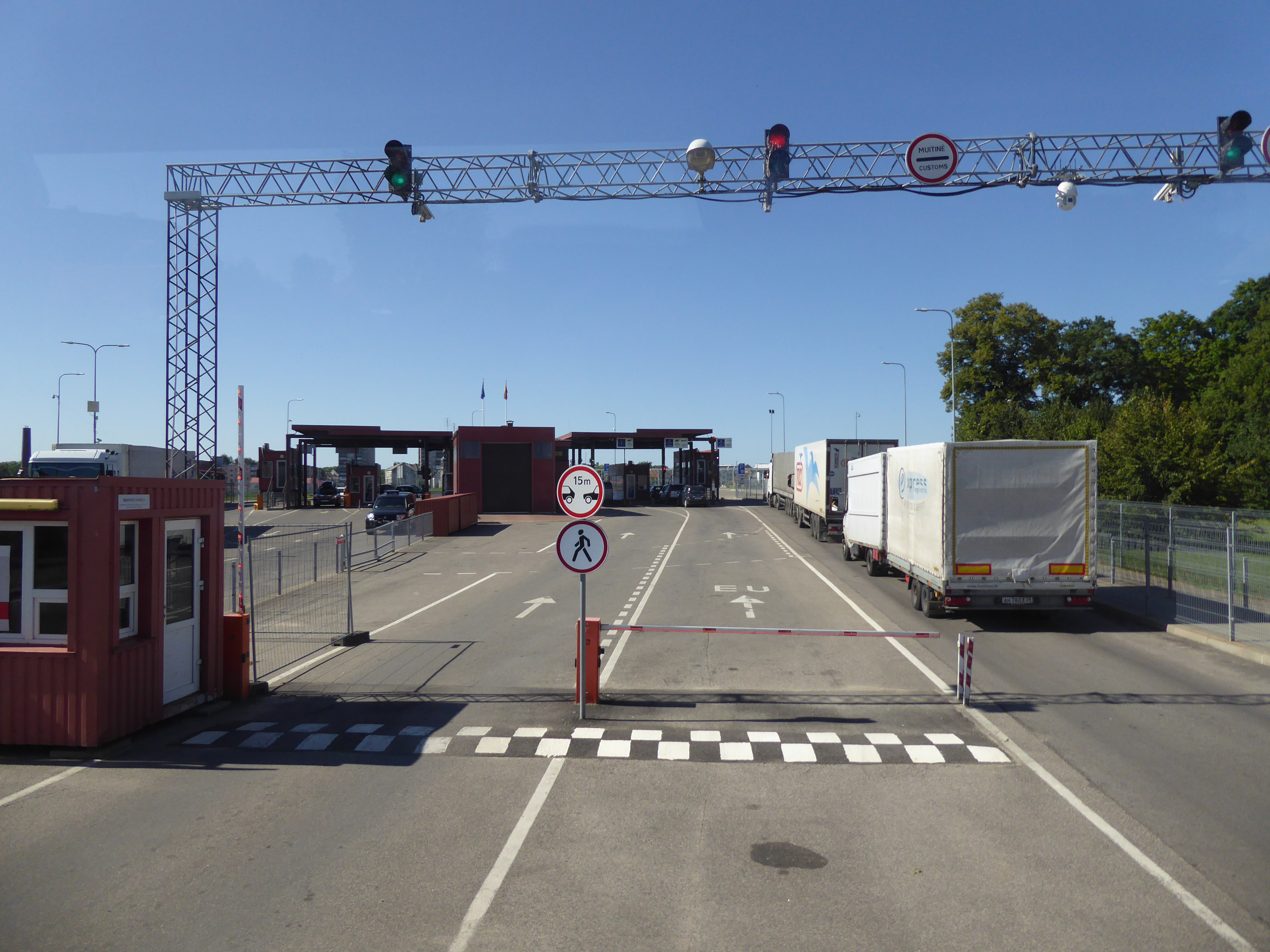
Le poste-frontière de Panemunė.

La frontière entre la Lituanie et la Russie est l'une des quatre frontières de la Lituanie, séparant celle-ci de l'enclave russe formée par l'oblast de Kaliningrad. Elle est longue de 227 km. C'est aussi l'une des frontières extérieures de l'espace Schengen. 

## Historique
En 1422, la Paix du lac de Melno, qui met fin à la guerre de Gollub entre l'Ordre Teutonique et l'alliance du royaume de Pologne/grand-duché de Lituanie, fixe la frontière entre les divers belligérants. Celle-ci restera inchangée jusqu'à la fin de la Première Guerre mondiale.
En 1918, la Lituanie devient indépendante. Les territoires situés au nord du Niémen, qui faisaient jusqu'alors partis de l'Empire allemand et notamment de sa province de Prusse-Orientale, devinrent territoire autonome et furent placés sous protectorat français créant ainsi le « Territoire de Memel » nom donné en référence à ce port situé sur la mer Baltique, principale ville de cette entité. Lorsque le territoire sera occupé et annexé par la Lituanie en 1923, le Niémen marquera donc ainsi la frontière de ce pays avec l'Allemagne. 
Hitler arrivé au pouvoir à Berlin, ne cessera de remettre en cause son tracé, réclamant et obtenant en 1938 la restitution de port de Memel. La défaite du Troisième Reich en 1945, rétablira le tracé antérieur au total profit de l'Union des républiques socialistes soviétiques, puisqu'en effet, la République socialiste soviétique de Lituanie rejoignit l'URSS, tandis que la partie septentrionale de l'ancienne province allemande devint l'oblast de Kaliningrad intégré à la République socialiste fédérative soviétique de Russie. 
Ainsi l'ancienne frontière internationale devint, pendant 46 ans, une simple limite entre deux États membres de la fédération soviétique, jusqu'à ce que la Lituanie recouvre de nouveau son indépendance en 1991.

## Tracé
Située au sud-ouest de la Lituanie, débutant en mer Baltique, elle coupe l'isthme et la lagune de Courlande et suit le fleuve Niémen dans une direction ouest-est. Le fleuve marque environ la moitié de la longueur terrestre de la frontière avant que celle-ci n'oblique et suive une direction nord-sud au niveau de la ville lituanienne de Smalininkai. Elle est prolongée à l'est par les frontières Lituanie/Pologne et Pologne/Russie avec lesquelles elle forme un tripoint. 
Un accord est conclu en avril 2004 entre la Russie et l'Union européenne, exemptant de taxes douanières les transits traversant le territoire lituanien.

## Sources